# Walther Braithwaite
Walther Braithwaite (Nickerie, 18 november 1933 - 7 januari 2018) was een Surinaams voetballer, voetbalcoach en cricketspeler.
In het voetbal was hij middenvelder en linksback voor SV Transvaal en SV Voorwaarts en bondscoach van het Surinaamse elftal. Als cricketspeler kwam hij in Nederland uit in de Topklasse uit voor RKSV Rood-Wit.

## Biografie
Braithwaite was geboren en getogen in Nickerie.

### Voetbal
Hij sloot zich aan bij de plaatselijke voetbalclub VV Robinhood (niet gelijk aan SV Robinhood uit Paramaribo).
Op 17-jarige leeftijd verhuisde hij naar Paramaribo, waar hij zes seizoenen speelde bij SV Transvaal, waaronder in 1951 toen het landskampioenschap werd gewonnen.
In 1956 ging hij naar SV Voorwaarts, waar hij van zijn gebruikelijke positie op het middenveld werd verplaatst naar linksback. In 1957 werd hij met zijn club landskampioen.
Braithwaite was een van de eerste Surinamers die afstudeerde op een voetbaltraining in Nederland. Hij maakte zich hiermee verdienstelijk bij de Stichting tot Ontwikkeling van de Sport in Suriname (Sosis) en als clubtrainer. In 1976 werd Braithwaite bondscoach, met Ronald Kolf als zijn assistent. Het Surinaamse nationale team bereikte de achtste plaats in de finale van de kwalificatiecampagne van de WK 1978. In 1985 werd hij opnieuw bondscoach en slaagde hij er niet in het Surinaamse elftal te kwalificeren voor de WK 1986.

### Cricket
Naast het voetbal maakte hij naam op het gebied van cricket, waarin hij drie gouden medailles won. Hij kwam uit op landelijk niveau en speelde internationaal tegen het team van Queens College uit Guyana. In 1963 verbrak hij met 123 runs not out het Surinaamse record van Jack Promes.
In 1966 trad hij in Nederland toe tot RKSV Rood-Wit. Hij speelde in de hoogste Topklasse en vestigde met 153 runs een Nederlands record. Daarnaast werd hij de eerste Surinamer die in het Nederlands cricketelftal speelde. Hij speelde onder meer in de wedstrijd tegen de Engelse Universiteit van Oxford die eindigde in een draw.

### Persoonlijk
In zijn persoonlijke leven was hij actief in het worshipteam (lofprijsteam) van Tabernacle of Fait & Love Ministries. Hij hield zich voor deze kerk ook bezig met sport en ving aan alcohol en drugs verslaafde jongens op.
Hij overleed in januari 2018. Walther Braithwaite is 84 jaar oud geworden.